# Xanthosoma mexicanum
Xanthosoma mexicanum är en kallaväxtart som beskrevs av Frederik Michael Liebmann. Xanthosoma mexicanum ingår i släktet Xanthosoma och familjen kallaväxter. Inga underarter finns listade.